# Černý blesk
Černý blesk (rusky Чёрная Молния – Čornaja Molnija) je ruský film z roku 2009. Byl natočen v produkci Timura Bekmambetova režiséry Alexandrem Vojtinským a Dmitrijem Kiseljovem podle scénáře Dmitrije Alejnikova a Alexandra Talala.

## Děj
Děj filmu se odehrává v době, ve které se natáčel. Hlavní hrdina Dmitrij Majkov (hraný Grigorijem Dobryginem) z nepříliš bohaté rodiny je běžným studentem Lomonosovovy univerzity v Moskvě. Jeho otec (hraný Sergejem Garmašem) mu věnuje k narozeninám automobil GAZ-21 „Volha“ z hlediska stáří už v podstatě veterán. Ve skutečnosti se jedná o maskovaný prototyp využívající převratný „nanopohon“, pozůstatek kdysi zrušeného tajného vědeckého projektu.
Právě nanopohon je cílem magnáta Kupcova (Viktor Veržbickij), který chce jeho sílu využít k proražení tektonické desky pod Moskvou, aby se dostal k diamantům (a je mu jedno, že tím celé město ohrozí). Jeho nedostatečně informovaní lidé skutečně Volhu našli, ale bez Kupcovova vědomí ji za pakatel prodali. Kupcov coby úspěšný podnikatel navštíví univerzitu, kde přednáší studentům a vyzdvihuje sobectví a dokonce hovoří přímo s Majkovem, aniž by tušil, že se hledaná Volha dostala do jeho rukou. Majkov zamilovaný do spolužačky Anastasije (hrané Jekatěrinou Vilkovou) a hledající, jak ji zaujmout, Kupcovově názoru uvěří, když vidí úspěch spolužáka Maxe (hraného Ivanem Židkovem).
Majkov si začne přivydělávat rozvážením květin. Kupcovovi muži jej v ulicích Moskvy vypátrají a ve snaze jim uniknout Majkov náhodou odhalí skrytý nanopohon, díky které se automobil vznese. Kvůli neschopnosti automobil ovládat ovšem vzápětí havaruje do opuštěné továrny. Začne pátrat po historii vozu a stopy zanechané v přihrádce jej přivedou ke dvojici manželů Perepjlokinových (hrají je Valerij Zolotuchin a Jekatěrina Vasiljeva), bývalých vědců, kteří se na vynálezu podíleli. Malkov předstírá, že je novinářem dokumentujícím dávný zapomenutý projekt a získá jejich důvěru, takže mu dokonce věnují manuál, pomocí kterého se naučí automobil plně ovládat.
Majkov nově nabyté možnosti začne využívat při svém rozvážení květin. Díky tomu, že se může létáním vyhnout dopravním zácpám, se mu daří vydělávat slušné peníze. Plně se soustředí na vlastní prospěch a rozhodne se nepomoci muži, který je pobodán na ulici. Až později zjistí, že to byl jeho otec. Zpytuje svědomí a rozhodne se používat schopnosti svého automobilu ke konání dobrých skutků. Tím se dostane do centra pozornosti médií, která začnou vydávat zprávy o různých zásazích „Černého blesku“.
Kupcov mezitím zvolí alternativní postup a zajme vědce, kteří kdysi vynález sestrojili. Přinutí je udělat z jeho Mercedesu druhý létající vůz, tentokrát sice navíc opatřený zbraněmi, ovšem naopak bez klíčové součástky vytvářející „nanopalivo“ – Kupcovův vůz je tak použitelný jen po omezenou dobu, než dojde nanopalivo nalezené ve staré laboratoři. Proto Kupcov nechá jednoho z vědců uniknout na vrchol mrakodrapu a když se Majkov vypraví na jeho záchranu, sestřelí jej raketou a ukradne mu „nanokatalyzátor“. Majkov se svou Volhou nejdřív bezmocně spadnou do zamrzlé Moskvy, ale pak si Majkov vzpomene, že pro případ výpadku nanokatalyzátoru je vůz vybaven malou zásobou náhradního nanopaliva. Podaří se mu opět nastartovat a doletět si zpět na Kupcovovu základnu pro nanokatalyzátor. Kupcov se ovšem mezitím zmocní Anastasije a nabídne ji Majkovovi za nanokatalyzátor. Při schůzce nad Rudým náměstím se Anastasiji podaří s Majkovovou pomocí Kupcovovi uniknout a ten pak vytlačí Kupcovovo auto na hranici vesmíru, kde ho nechá bez paliva jeho osudu.

## Obsazení
| herec                           | role                                                  |
| ------------------------------- | ----------------------------------------------------- |
| Grigorij Dobrygin               | Dmitrij Majkov / Černý blesk                          |
| Jekatěrina Vilkova              | Anastasija Svetlova                                   |
| Viktor Alexandrovič Veržbickij  | Viktor Alexandrovič Kupcov                            |
| Sergej Leonidovič Garmaš        | Pavel Arkaďjevič Majkov, otec Dmitrije a Taťjany      |
| Jelena Viktorovna Valjuškina    | Anastasija Ivanovna Majkova, matky Dmitrije a Taťjany |
| Jekatěrina Igorevna Staršova    | Taťjana Majkova, sestra Dmitrije                      |
| Ivan Alexejevič Židkov          | Maxim, kamarád Dmitrije                               |
| Valerij Sergejevič Zolotuchin   | Pavel Perepjolkin, vědec a vynálezce Černého blesku   |
| Jekatěrina Sergejevna Vasiljeva | Olga Romanceva, vědkyně, žena Pavla Perepjolkina      |
| Juozas Stanislavas Budrajtis    | Michail Jelizarov, vědec                              |
| Dato Bachtadze                  | Bachram Machamedovič, ředitel květinářství            |
| Igor Jurjevič Savočkin          | Boris Ivanovič, Kupcovův pomocník                     |
| Vladimir Malkov                 | Felix Petrovič                                        |
| Michail Olegovič Jefremov       | alkoholik                                             |
| Julija Viktorovna Pankratova    | televizní moderátorka                                 |
| Oleg Valentinovič Ivanov        | učitel                                                |